# Реджі Вітерспун
Реджі Вітерспун  (англ. Regi Witherspoon, 31 травня 1985) — американський легкоатлет, олімпійський чемпіон.

## Виступи на Олімпіадах
| Олімпіада  | Дисципліна              | Місце |
| ---------- | ----------------------- | ----- |
| Пекін 2008 | естафета 4 x 400 метрів | 1     |